# 黄少度
黄少度，唐朝中期黄洞蛮酋长。
黄少度和黄昌瓘二部，在唐宪宗时，攻陷宾、峦二州，进行占据。元和十一年（816年），攻打钦、横二州，邕管经略使韦悦将其击破，收复宾、峦二州。同年，攻打岩州，桂管观察使裴行立轻视黄氏军弱，首请发兵尽诛叛乱之人，以徼功，宪宗同意。裴行立出兵攻击，过了二年，妄奏斩获二万，欺瞒皇帝。长庆二年（822年）邕州刺史李元宗擅自把罗阳县交给黄洞蛮酋长黄少度。邕州人不愿隶属容管经略使统辖，李元宗把本州官吏百姓写的上诉书交给朝廷的出使御史，请他上奏朝廷。容管经略使严公素得知后，派遣官吏审查李元宗将罗阳县给黄少度之事。五月十二日，李元宗率兵五百人，并携带州印投奔黄洞蛮。